# Ranchy
Ranchy település Franciaországban, Calvados megyében. Lakosainak száma 273 fő (2022. január 1.). Ranchy Agy, Barbeville, Campigny, Cottun, Saint-Loup-Hors és Subles községekkel határos.

## Népesség
A település népessége az elmúlt években az alábbi módon változott:
| Lakosok száma | 154  | 135  | 167  | 185  | 227  | 235  | 248  | 262  | 269  | 273  |
|               | 1968 | 1982 | 1990 | 2006 | 2013 | 2015 | 2017 | 2019 | 2020 | 2022 |